# Норт Колинс (Њујорк)
Норт Колинс (енгл. North Collins) град је у америчкој савезној држави Њујорк.

## Демографија
По попису из 2010. године број становника је 1.232, што је 153 (14,2%) становника више него 2000. године.
| Група             | 2000.       | 2010.         |
| Белци             | 946 (87,7%) | 1.129 (91,6%) |
| Афроамериканци    | 13 (1,2%)   | 2 (0,2%)      |
| Азијати           | 14 (1,3%)   | 0 (0,0%)      |
| Хиспаноамериканци | 56 (5,2%)   | 46 (3,7%)     |
| Укупно            | 1.079       | 1.232         |